# Elektroda
Elektroda je prevodnik, ki omogoča kontakt z nekovinskim delom električnih tokokrogov. Nekovinski del tokokroga je lahko polprevodnik, elektrolit ali vakuum. Običajno so elektrode iz kovine ali grafita. Nahajajo se v enotah, ki jih imenujemo celice (galvanski člen, elektrolizni člen, dioda, katodna cev). Celice imajo dva priključka. Od katerih je eden katoda, drugi pa anoda.
Besedo je skoval angleški fizik in kemik Michael Faraday (1791 – 1867) iz grške besede elektron (pomeni jantar) in besede hodos (pomeni pot) 

## Anoda in katoda
V elektrokemičnih celicah imata elektrodi svoji imeni anoda in katoda (besedi je tudi skoval Faraday). 

- Anoda je elektroda v kateri elektroni zapuščajo celico in se odvija oksidacija (oddajanje elektronov). Elektroni tečejo po vodniku v smeri od anode (smer električnega toka je obratna – proti anodi). V raztopini tečejo anioni (negativni naboj) na anodo (od tod tudi ime).
- Katoda je elektroda v kateri elektroni vstopajo v celico in na tem mestu se odvija redukcija (sprejemanje elektronov). Elektroni tečejo po vodniku proti katodi (smer električnega toka je obratna – od katode). V raztopini se proti katodi gibljejo kationi (pozitivni naboj).

Vsaka elektroda je lahko anoda ali katoda, kar je odvisno od načina kako priklopimo zunanjo napetost na celico.
Kadar pa je kemijski postopek takšen kot je v galvanskem členu (tudi baterija), ki ga imamo za vir napetosti, je anoda negativni konec tokokroga, da lahko poteka oksidacija. V tem primeru anoda predstavlja negativni pol v električnem tokokrogu. Električni tok teče skozi anodo v celico, elektroni pa iz nje.
Kadar kemijska reakcija v celici poteka s pomočjo zunanjega vira napetosti (na primer elektroliza, galvanizacija, polnjenje baterije oziroma porabniki), bo oksidacija prav tako potekala na anodi. V tem primeru anoda predstavlja pozitivni pol v električnem tokokrogu. 

Celica prejema električni tok iz zunanjega vira. Smer elektronov je tudi tukaj obratna smeri električnega toka. Pri polnjenju baterije se katoda spremeni v anodo, pri praznenju pa je obratno. 
Pri diodi mora teči električni tok v smeri, ki jo označuje puščica v simbolu za diodo. 
Pri katodni cevi je anoda pozitivna, katoda pa je negativna elektroda. Elektroni vstopajo skozi katodo in izstopajo skozi anodo. Mnogo naprav ima še dodatek, s pomočjo katerega nadzorujemo pretok elektronov (npr. kontrolno mrežico).
To lahko prikažemo z naslednjo preglednico:
|                     | anoda        | katoda      |
| ------------------- | ------------ | ----------- |
| galvanski člen      | oksidacija − | redukcija + |
| elektrolizna celica | oksidacija + | redukcija − |

## Druge elektrode
Pri ročnem obločnem varjenju se uporabljajo posebne elektrode. Elektroda je odtaljiva. S pomočjo električnega toka ustvarimo oblok med elektrodo in varjencem. Elektroda se tali in omogoča, da se dela zvarita.